# Sint-Laurentiuskerk (Warschau)

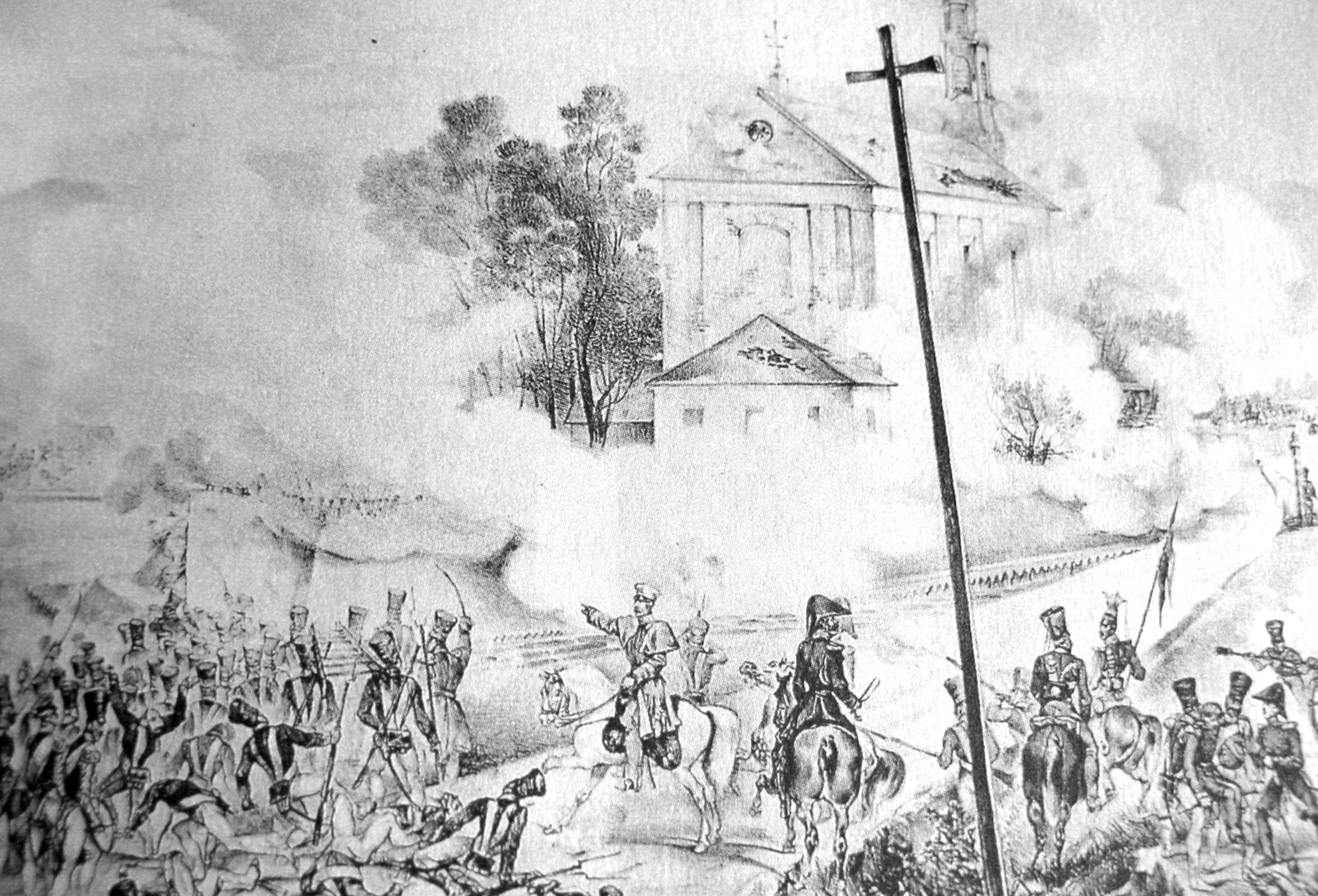
De kerk was van de belangrijkste Poolse verschansingen, tijdens Slag om Warschau, in de Novemberopstand

De Sint-Laurentiuskerk (Pools: kościół św. Wawrzyńca) is een kerk in Warschau, gelegen in de wijk Wola. De kerk is gebouwd in neoclassicistische stijl en opgedragen aan Sint-Laurentius van Rome.
De plaats van de kerk was een belangrijk punt in Novemberopstand van Congres-Polen en de vroegere gebieden van Polen-Litouwen tegen Keizerrijk Rusland. De plek speelde een cruciale rol in de Slag om Warschau in 1831
en staat bekend als het "Redoubt Nr. 56" tijdens deze veldslag.

## Geschiedenis
Oorspronkelijk werd hier al in de 14e eeuw een kleine houten kerk gebouwd. De kerk werd voor het eerst in 1412 in een document van de tegenpaus Johannes XXIII. Tijdens de Zweedse Zondvloed werd de houten kerk vernietigd door de Zweedse troepen. Tot de 17e eeuw was de kerk slechts een deelparochie van de Sint-Johanneskathedraal en werd was pas in 1611 een aparte parochie, in het toen nog bestaande dorp Wielka Wola (Nederlands: Groot Wola). Tegenwoordig is Wola een wijk in Warschau. Na de Zweedse zondvloed werd de kerk in 1695 herbouwd door deken Mikołaj Popławski. De kerk werd deels bekostigd door de Koningin Marie Casimire Louise de la Grange d’Arquien. Maar doordat haar man koning Jan III Sobieski in 1696 stierf werden de fondsen bevroren. Hierdoor kon de herbouwde kerk pas in 1755 worden opgeleverd. 
Het gebouw is ontworpen door architect Joachim Daniel von Jauch. Na de dood van Jauch werden de werken voltooid door architect Johann Friedrich Knöbel. Tijdens het Beleg van Warschau in de opstand geleid door Tadeusz Kościuszko, de Kościuszko-opstand, die plaatsvond naar aanleiding van de Tweede Poolse deling. De Opstand was gericht tegen het Keizerrijk Rusland en het Koninkrijk Pruisen. Bij deze opstand werd het gebied rond de kerk omgebouwd tot een verdedigingsmuur voor de Poolse strijdkrachten en de kerk en bij de strijd hierom werd de kerk zwaar beschadigd. Daarna werd de kerk weer herbouwd in 1807 en opnieuw ingewijd in 1811. Tijdens het Russische beleg van Warschau in de Novemberopstand tussen 1830-1831 was de kerk weer een verschansing en raakte de kerk opnieuw beschadigd. De plek is dus een belangrijke herdenkingsplek en monument voor de geschiedenis van Polen sinds de Zweedse Zondvloed in de 17e eeuw.
Na de val van Warschau, tijdens de Novemberopstand, werd het kerkgebouw geconfisqueerd door de Russische autoriteiten. In overeenstemming met het russificatiebeleid van het Keizerrijk Rusland werd de Sint-Laurentiuskerk verbouwd tot een Russisch-orthodoxe kerk en gewijd aan het Icoon van de Moeder Gods van Vladimir. Deze beschermheilige was namelijk de dagheilige op de dag, tijdens de Val van Warschau. Tevens werden ter herdenking aan de strijd twaalf vaten Russische artillerie op de kerkmuren geplaatst. 
Na de evacuatie en terugtrekking uit Warschau op 25 juli 1915 werd de kerk weer een rooms-katholieke kerk en daardoor in 1923 als parochie heropgericht. Tijdens het Beleg van Warschau in de Tweede Wereldoorlog raakte de kerk slechts licht beschadigd. Bij de Opstand van Warschau werd de kerk door de Duitsers gebruikt voor de Massamoord van Wola. Aansluitend werd de kerk in brand gestoken. De kerk werd na de oorlog herbouwd.